# Eugène-Paul Coupat
Eugène-Paul Coupat, né le 8 juin 1842 au village d'Église-Neuve-des-Liards (en Auvergne) et mort le 26 janvier 1890 à Chongqing en Chine, est un prêtre catholique français, missionnaire de la Société des Missions étrangères de Paris en Chine qui fut vicaire apostolique du Setchouan oriental (aujourd'hui archidiocèse de Chongqing) du 20 février 1883 à sa mort, le 26 janvier 1890.

## Biographie

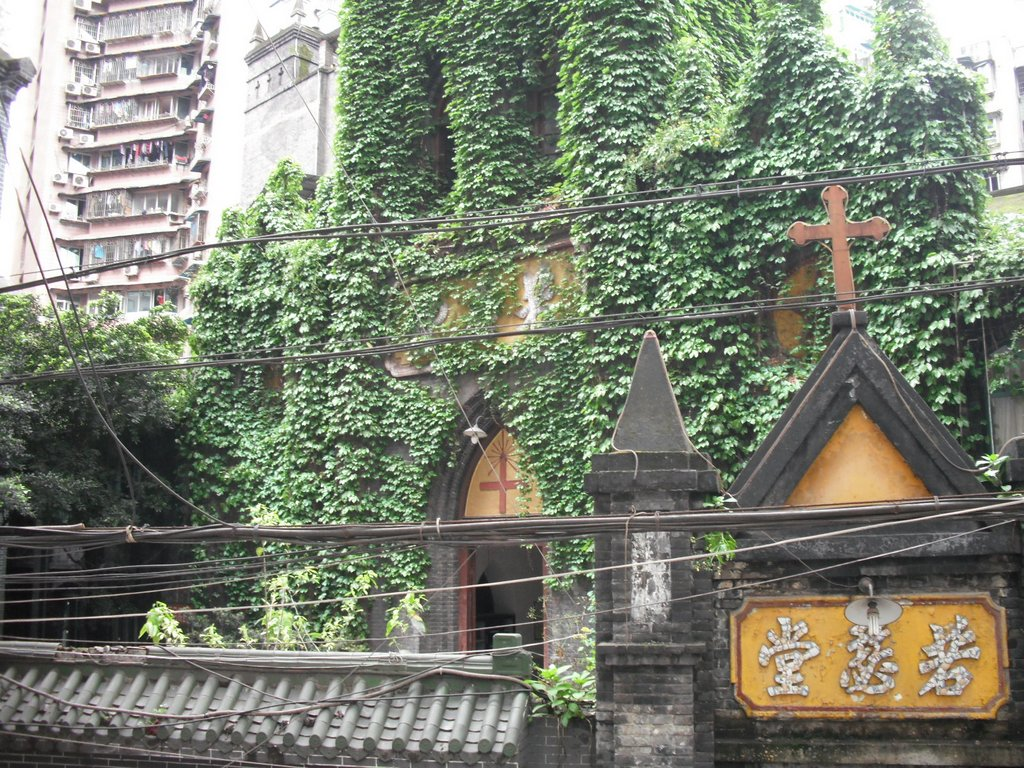
Cathédrale Saint-Joseph de Chongqing (Tchongking, du temps des missionnaires français), en 2013.

Eugène Coupat naît dans un petit village du Puy-de-Dôme. Il poursuit ses études au collège d'Issoire et au collège ecclésiastique de Billom. Il  entre aux Missions étrangères de Paris en 1864, où il est ordonné le 15 juin 1867. Il reçoit aussitôt sa lettre de mission pour le Setchouan, en Chine. La France de Napoléon III est confirmée à cette époque comme protectrice des missions catholiques de Chine.
Eugène Coupat est lancé au poste de Ou-mien-chan, district de Kiongtchéou, où il bâtit un oratoire, et quatre ans plus tard, Mgr Pinchon le charge de Su-lin, région très troublée après une persécution anti-chrétienne. Grâce à ses qualités diplomatiques, il se fait respecter des mandarins, et reconstruit sa mission.
En 1875, il est nommé au district de Lin-choui, d'où il est chassé par les troubles quelques mois plus tard. Il rassemble aussitôt ses chrétiens à Kan-ki-tchang, petite ville de marché de la préfecture de Kouang-gan, et après négociation peut retrouver son poste de Lin-choui avec les catholiques. Il rebâtit les oratoires détruits et en construit un autre à Fong-ho-tchang.
Léon XIII le nomme évêque in partibus de Thagaste (de), le 28 août 1882, et coadjuteur, avec future succession, de Mgr Desflèches, vicaire apostolique du Setchouan oriental dont les autorités chinoises avaient demandé au gouvernement français le départ, après ses demandes de réparation jugées excessives faisant suite aux pillages et aux meurtres de chrétiens en 1876-1878. Le 31 décembre 1882, Eugène Coupat est consacré par le vicaire apostolique du Setchouan méridional, Mgr Jules Lepley, à la cathédrale Saint-Joseph de Tchongking. Le 20 février 1883, Mgr Desflèches est mis à la retraite et rentre en France et Paul Coupat est nommé vicaire apostolique du Setchouan oriental. C'est alors un fait rare qu'un missionnaire soit nommé vicaire apostolique dans une mission qui n'est pas la sienne. 
Mgr Coupat visite en quelques mois les chrétientés situées dans les préfectures de Tchong-king, Tchong-tchéou, Kouy fou, Siu-tin. Il fait corriger le catéchisme de la mission qui était en même temps celui des missions du Setchouan occidental, du Setchouan méridional, du Yunnan et du Kouy-Tchéou. Il s'applique à développer le petit et le grand séminaires (où il ordonne neuf prêtres chinois), fait construire un hospice et agrandir l'orphelinat, etc. Le 1er juillet 1887, la mission et l'évêché - pourtant entourés de hauts murs - sont incendiés par des émeutiers xénophobes, ainsi que des chapelles des environs. De nouvelles émeutes se déchaînent en 1888 à Long-choui-tchen. Malade et affaibli, l'évêque meurt en 1890 à Tchongking (aujourd'hui Chongqing). Il est inhumé au cimetière de Tsen-kia-gay, le 29 janvier. Mgr Chouvellon lui succède.